# Málaháttr
Málaháttr (del nórdico antiguo, métrica proverbial o coloquial) fue una forma métrica de composición en la poesía escáldica parecida a fornyrðislag pero que usa al menos cinco sílabas por hemistiquio, una forma de composición posiblemente de origen meridional. Es una de las tres métricas comunes en la Edda poética, entre los ejemplos más notables Atlakviða, Hárbarðsljóð, Hávamál y Hrafnsmál.